# Mercer County (Kentucky)
Mercer County je okres ve státě Kentucky v USA. K roku 2010 zde žilo 21 331 obyvatel. Správním městem okresu je Harrodsburg. Celková rozloha okresu činí 656 km². Okres byl pojmenován po Hugh Mercerovi.

## Sousední okresy
| Růžice kompasu |                   | Anderson County          | Woodford County  | Růžice kompasu |
| Růžice kompasu | Washington County | Sever                    | Jessamine County | Růžice kompasu |
| Růžice kompasu | Washington County | Mercer County (Kentucky) | Jessamine County | Růžice kompasu |
| Růžice kompasu | Washington County | Jih                      | Jessamine County | Růžice kompasu |
| Růžice kompasu |                   | Boyle County             | Garrard County   | Růžice kompasu |